# 施蒂格利茨重排反应
施蒂格利茨重排反应（Stieglitz rearrangement）指三芳甲基羟胺（Ar3CNHOH）重排为三芳基亚胺。